# Jeg - en nørd
Jeg – en nørd er en roman skrevet af Dennis Jürgensen og udgivet af forlaget Tellerup.
Hovedpersonen er den unge mand Elmer Guldbrandsen, som er en overvægtig nørd. Han ønsker sig at noget spændende må ske i hans liv og få dage senere møder han elverpigen Gwennafran i en skov, herefter sker der mange forviklinger.
Genren er hybrid, sammensat af fantasy, eventyr, komik, gys og krimi.

## Ekstern link
- Litteratursiden – 'Jeg – en nørd' af Dennis Jürgensen (Webside ikke længere tilgængelig)

| Bog | Spire Denne artikel om bøger og tidsskrifter er en spire som bør udbygges. Du er velkommen til at hjælpe Wikipedia ved at udvide den. |